# Велика літературна премія Поля Морана
Велика літературна премія Поля Морана (фр. Grand prix de littérature Paul Morand) — літературна премія, заснована 1977 року Французької академією. Її присуджують щодва роки франкомовному авторові за його загальний письменницький доробок. Чергується з Великою літературною премією Французької академії. Грошовий еквівалент премії становить 45 тис. євро. Премію названо на честь французького письменника, члена Французької академії Поля Морана.

## Лауреати премії
- 1980 — Жан-Марі Гюстав Леклезіо
- 1982 — Анрі Полле
- 1984 — Крістін де Ривуар
- 1986 — Жан Орьє
- 1988 — Еміль Чоран
- 1990 — Жан Франсуа Деньо
- 1992 — Філіп Соллерс
- 1994 — Андре Шедід
- 1996 — Марсель Шнейдер
- 1998 — Даніель Рондо
- 2000 — Патрік Модіано
- 2002 — Жан Поль Кауфман
- 2004 — Жан Ролен
- 2006 — Жан Ешноз
- 2008 — Жак Рубо
- 2010 — Олів'є Ролен
- 2012 — Патрік Гренвіль
- 2014 — Жіль Лапуж